# Sibirisk björnloka
Sibirisk björnloka (Heracleum sibiricum) är en växtart i släktet lokor och familjen flockblommiga växter. Den beskrevs först av Carl von Linné 1753. Ofta beskrivs den som en underart till björnloka (Heracleum sphondylium).

## Beskrivning
Den sibiriska björnlokan är en stor, flockblommig växt med gulgröna blommor. Arten är perenn.

## Växtplats
Arten växer i vägrenar, på banvallar och ruderatmarker, samt i lundar och på lövängar.

## Utbredning
Sibirisk björnloka förekommer i centrala och norra Europa samt i Ryssland, Centralasien och Mongoliet.